# Collyria catoptron
Collyria catoptron là một loài tò vò trong họ Ichneumonidae.